# Observatoire européen austral
Pour les articles homonymes, voir ESO.
L'Observatoire européen austral (en anglais : European Southern Observatory, ESO), officiellement nommé Organisation européenne pour des recherches astronomiques dans l'hémisphère austral (European Organisation for Astronomical Research in the Southern Hemisphere), est une organisation intergouvernementale pour l'astronomie fondée en 1962 par cinq pays européens, afin de créer un observatoire astronomique de pointe au sol dans l'hémisphère austral à disposition des astronomes.
L'ESO est l'acteur principal de l'astronomie observationnelle européenne. Il possède des télescopes allant de 2,2 à 8,20 mètres de diamètre, un parc d'une vingtaine d'instruments, dont 15 à Paranal, permettant des observations en imagerie, photométrie, spectroscopie, interférométrie dans à peu près toutes les longueurs d'onde allant du proche ultraviolet à l'infrarouge thermique (vers 20 micromètres). L'organisation possède également un système complet d'archivage des données, en partenariat avec l'agence de coordination entre l'Europe et le télescope spatial Hubble.
Son siège se trouve à Garching bei München près de Munich en Allemagne ; il dispose de bureaux au Chili à Vitacura dans la capitale Santiago du Chili. En 2018, l'organisation compte 16 États membres et trois sites d'observations, tous au Chili : l'Observatoire de La Silla, l'Observatoire du Cerro Paranal, où se trouve le Very Large Telescope, et l'Observatoire du Llano de Chajnantor.

## Histoire

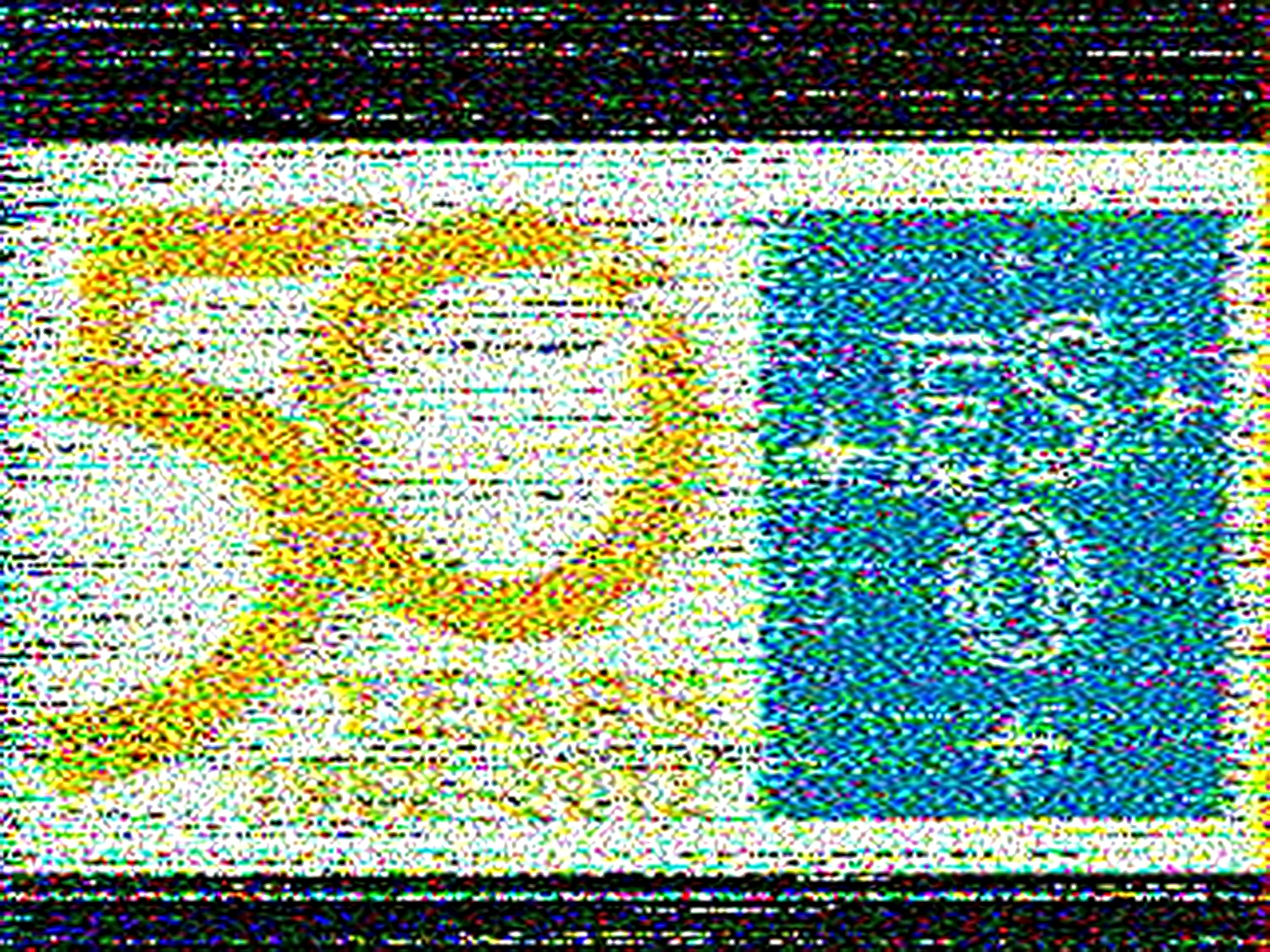
Image réfléchie sur la Lune à l'occasion des 50 ans de l'ESO.

L'idée d'un observatoire européen est l'initiative de Jan Oort et Walter Baade, peut-être dès 1952. Mais celle-ci prend vraiment forme lors d'une conférence sur la « Coordination de la recherche galactique » qui se tient à Groningue aux Pays-Bas en juin 1953, où sont réunis la plupart des grands astronomes européens. Durant cette conférence, une excursion en bateau est organisée sur l'IJsselmeer et c'est là qu'est discuté plus en profondeur l'établissement de cet observatoire astronomique. Le projet est décrit en détail par Adriaan Blaauw. Jan Oort reste très impliqué durant toutes les années précédents la création de l'ESO, notamment en étant président du comité de lobbying auprès des instances politiques.
Dès lors, six pays européens sont impliqués : l'Allemagne de l'Ouest, la Belgique, la France, les Pays-Bas, le Royaume-Uni et la Suède. Une déclaration est établie le 26 janvier 1954, mais il faut attendre le 5 octobre 1962 pour que les cinq pays fondateurs (les six pays précédemment cités à l'exception du Royaume-Uni qui ne rejoint l'ESO qu'en 2002) signent la déclaration de l'ESO qui marque la création de l'institution européenne.
Le premier site d'observation de l'ESO est officiellement choisi le 15 novembre 1963 au Chili et l'emplacement où est établi l'observatoire de La Silla est acquis en octobre 1964.

## Sites d'observation

### La Silla

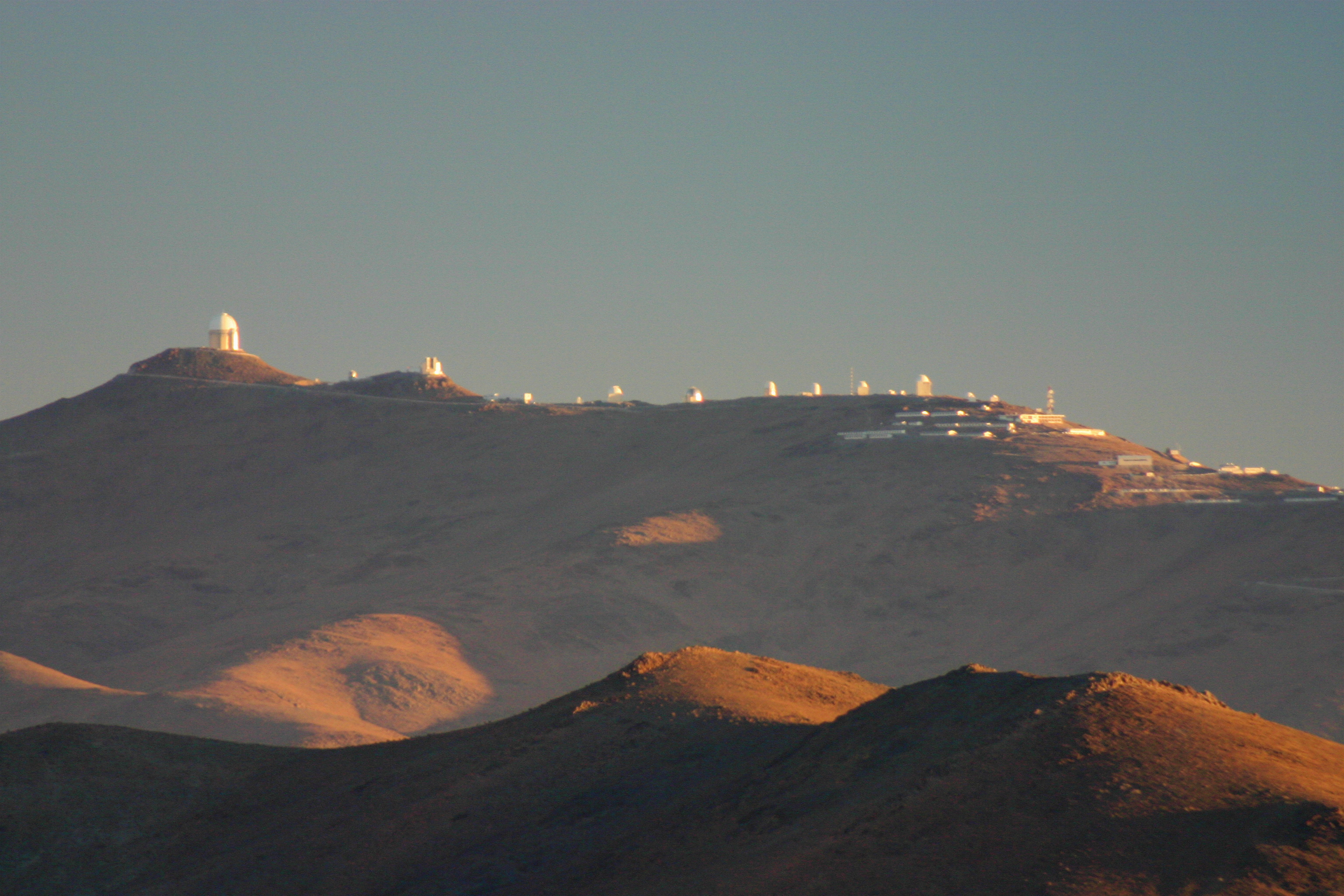
Vue générale de La Silla depuis la route qui mène à l'observatoire de Las Campanas

Historiquement, le premier observatoire de l'ESO est de celui de La Silla, à 600 kilomètres au nord de Santiago du Chili, près de la ville de La Serena. Sur le site de La Silla, il existe en 2010 de nombreux télescopes « nationaux ». L'ESO opère les trois plus grands télescopes restants :
- le télescope de 3,6 mètres, entré en service en 1976 ;
- le télescope de 2,2 mètres, entré en service en 1984 ;
- le New Technology Telescope (NTT), de 3,5 mètres, entré en service en 1989. Ce dernier a notamment servi pour le test de plusieurs technologies aujourd'hui en service sur le Très Grand Télescope.

### Paranal

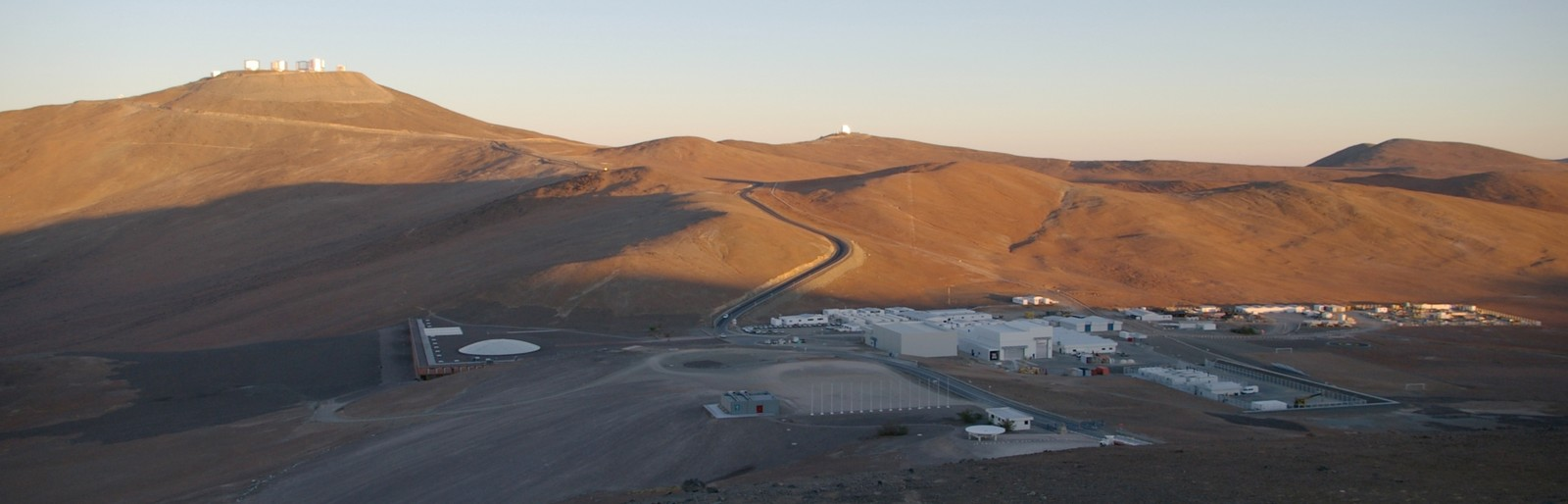
Le camp de base Paranal avec en haut à gauche le plateau du mont Paranal où est installé le tiT

Le Very Large Telescope (VLT) est un ensemble de télescopes situés également au Chili, dans le désert d'Atacama, à 2 600 m d'altitude, sur le Cerro Paranal, dans une zone qui est la plus sèche de cette région. Le VLT est composé de quatre télescopes principaux de 8,2 mètres de diamètre : Antu, Kueyen, Melipal et Yepun. Il est avec les télescopes Keck sur le Mauna Kea à Hawaii une des installations astronomiques terrestres les plus puissantes. Et cela notamment grâce à la technologie de l'optique adaptative, qui consiste à corriger les défauts atmosphériques en déformant légèrement les miroirs. Le parc instrumental du VLT (et des télescopes de l'ESO en général) est en revanche sans égal.
Au choix, les quatre télescopes peuvent par ailleurs être couplés grâce à l'interférométrie optique (VLTI), ce qui permet d'améliorer le pouvoir de résolution. Cette technique est également utilisée par les 4 télescopes auxiliaires de 1,80 mètre de diamètre, installés sur la plateforme du VLT, et pouvant se déplacer en plusieurs endroits.
Un site à proximité de l'observatoire actuel a été choisi pour y installer l'un des deux réseaux de télescopes de l'observatoire CTA.

### Llano de Chajnantor
L'observatoire du Llano de Chajnantor est le dernier site installé au Chili par l'ESO. Il est destiné à la radioastronomie. On y trouve les projets Atacama Pathfinder EXperiment (APEX) ainsi que le Atacama Large Millimeter Array (ALMA), qui est en construction.

### Le Télescope géant européen (ELT)
L'ESO pilote un projet de télescope géant. Au départ, devant faire 100 mètres de diamètre, il fera 39.3 mètres (avec un projet intermédiaire de 42 mètres) et aura un miroir primaire segmenté (comme les miroirs des télescopes Keck, le miroir du HET et du SALT), puisqu'on ne sait pas faire des miroirs d'une pièce de plus de 8-9 mètres, ce qui serait la taille du miroir secondaire pour un tel télescope. Il sera situé sur le Cerro Armazones, à 20 kilomètres du Cerro Paranal.

## États membres et associés

États membres par ordre d'adhésion.

Depuis sa création avec cinq membres en 1962, l'ESO s'est élargie à onze autres pays, amenant le total actuel des membres à seize. Lorsque le Parlement brésilien aura ratifié l'accord du 29 décembre 2010, le Brésil deviendra le premier pays non-européen et le dix-septième État membre. En 2017, l'Australie signe un accord de partenariat avec l'ESO. D'une durée de dix ans, il pourra se transformer en pleine adhésion à son issue.
Le 10 octobre, le parlement irlandais vote pour 2018 un budget comprenant le financement nécessaire pour que l'Irlande devienne membre de l'ESO en 2018, adhésion effective le 26 septembre 2018.
La liste détaillée est la suivante :
| Pays               | Statut                   | Depuis            | Commentaire                                                                                   |
| ------------------ | ------------------------ | ----------------- | --------------------------------------------------------------------------------------------- |
| Allemagne          | membre                   | 1962              | Fondateur (rejointe en 1990 par l'Allemagne orientale (RDA) lors de la réunification)         |
| Australie          | partenaire               | 2017              | Signature d'un partenariat de dix ans en 2017 avec adhésion possible à l'issue de ces dix ans |
| Autriche           | membre                   | 1er juillet 2008  | 14e pays membre                                                                               |
| Belgique           | membre                   | 1962              | Fondateur                                                                                     |
| Brésil             | en cours de ratification | 2010              | Futur (?) 17e pays membre et alors 1er pays extra-européen                                    |
| Danemark           | membre                   | 1967              | 6e pays membre                                                                                |
| Espagne            | membre                   | 1er juillet 2006  | 12e pays membre                                                                               |
| Finlande           | membre                   | 1er juillet 2004  | 11e pays membre                                                                               |
| France             | membre                   | 1962              | Fondateur                                                                                     |
| Irlande            | membre                   | 28 septembre 2018 | 16e pays membre                                                                               |
| Italie             | membre                   | 24 mai 1982       | 8e pays membre                                                                                |
| Pays-Bas           | membre                   | 1962              | Fondateur                                                                                     |
| Pologne            | membre                   | 8 juillet 2015    | 15e pays membre. Accord d'adhésion signé le 28 octobre 2014, ratifié le 8 juillet 2015        |
| Portugal           | membre                   | 27 juin 2000      | 1er pays collaborant de 1990 à son adhésion, puis 9e pays membre                              |
| Suède              | membre                   | 1962              | Fondateur                                                                                     |
| Suisse             | membre                   | 1981              | 7e pays membre                                                                                |
| République tchèque | membre                   | 1er janvier 2007  | 13e pays membre                                                                               |
| Royaume-Uni        | membre                   | 8 juillet 2002    | 10e pays membre                                                                               |

### L'ESO Science Outreach Network

L'ESO Science Outreach Network (ESON).
États membres de l'ESO
État hôte des observatoires de l'ESO
État membre et hôte de l'ESO
autres membres de l'ESON
au moins une langue prise en charge

En plus des dix-huit États sus-mentionnés, douze autres États font partie de l'ESO Science Outreach Network (ESON, soit en français « Réseau de promotion des sciences / de vulgarisation scientifique de l'ESO »). Il s'agit du Chili, l'État hôte des observatoires de l'ESO, ainsi que de l'Albanie, des États-Unis, de la Hongrie, de l'Islande, de la Lettonie, de la Norvège, de la Roumanie, de la Russie, de la Serbie, de la Turquie et de l'Ukraine. Le cœur du site de l'ESO est disponible en 21 langues différentes, les communiqués de presse sont traduits en 18 langues différentes et les photos de la semaine (Pictures of the Week) et les annonces sont également disponibles dans d'autres langues. Les différents nœuds de l'ESON agissent comme contacts locaux pour les médias et la vulgarisation / promotion, avec pour but général de promouvoir la mission de l'ESO et de démontrer les nombreux aspects inspirants de l'astronomie. Ils servent également de contacts entre les médias et les scientifiques dans leur région et peuvent aussi être abordés dans le cadre des projets de l'ESO et d'autres initiatives scientifiques de sensibilisation.

## Publication
Depuis mai 1974, l'ESO publie une revue intitulée The Messenger.

## Divers
Dans le film Don't Look Up : Déni cosmique, c'est un membre de l'Observatoire européen austral au Chili (Michael Marsset) qui double Leonardo DiCaprio pour l'écriture d'équations sur un tableau blanc.

## Annexe